# المفارقة الليبرالية

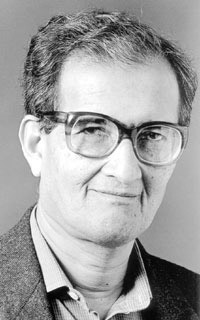
أمارتيا سن

المفارقة الليبرالية، وتسمى أيضًا مفارق سِن، هي مفارقة منطقية اقترحها أمارتيا سِن، وتهدف لإظهار أنه لا يمكن لنظام اجتماعي أن يحقق بآنٍ واحد:
1. الالتزام بالحد الأدنى من الحرية
2. الوصول الدائم لنوع من الكفاءة الاقتصادية يدعى كفاءة باريتو
3. والقدرة على العمل في أي مجتمع أيًا يكن.[1][2][3]

المفارقة مثيرة للجدل لأنها تبدو مناقضة للادعاء الليبرالي الكلاسيكي بأن الأسواق تحقق كفاءة باريتو وتحترم الحريات الشخصية في آن واحد.
المفارقة مشابهة في العديد من النواحي لفرضية استحالة آرو وتستخدم أساليب رياضية مشابهة.

## كفاءة باريتو

### تعريفها
يعد التوزيع المحدد للبضائع أو نتائج أي عملية اجتماعية محققًا لكفاءة باريتو إذا لم يكن هناك طريقة لتحسين وضع أو أوضاع أحد من الشعب دون إيذاء آخرين. بمعنى آخر، النتيجة لا تكون محققة لكفاءة باريتو إذا كان هناك طريقة لتحسين وضع شخص واحد على الأقل دون إيذاء أحد آخر.
على سبيل المثال، لنفترض أن أمًا تمتلك 10 جنيهات تريد إعطاءها لابنيها عمرو وزيد. لنفترض أن كلًا من الولدين لا يريد سوى المال، ولا يغاران من بعضهما. التوزيعات التالية كلها محققة لكفاءة باريتو:
| زيد      | عمرو      |
| -------- | --------- |
| 5 جنيهات | 5 جنيهات  |
| 0 جنيه   | 10 جنيهات |
| 8 جنيهات | 2 جنيه    |

ولكن التوزيع الذي يعطي كلًا منهما جنيهين وتهدر فيه الأم الجنيهات الست المتبقية ليس محققًا لكفاءة باريتو، لأنها كانت تستطيع المال المهدر إلى أي من الولدين وجعلته في حال أفضل دون إيذاء الولد الآخر.
في هذا المثال، افترض أن كلًّا من الولدين صار أفضل أو أسوأ بربح أو خسارة المال، وأن أيًّا من الولدين لم يربح أو يخسر بمقارنة حصته مع الآخر. بدقة أكبر، يجب أن نقيم كل التفضيلات المحتملة التي يمكن للولد أن يحصل عليها ونعتبر الوضع محققًا لكفاءة باريتو إذا لم تكن هناك حالة اجتماعية يفضلها أحد الأشخاص على الأقل أو يرفضها.

### استخدامها في الاقتصاد
غالبًا ما تستخدم كفاءة باريتو في الاقتصاد على أنها الحد الأدنى من الكفاءة الاقتصادية. إذا لم تؤد آلية ما إلى نتائج محققة لكفاءة باريتو، فإنها تعتبر غير كفوءة بما أن هناك نتيجة أخرى كانت لتؤدي إلى تحسين حياة بعض الناس دون إيذاء أحد آخر.
تعتبر النظرة السائدة بأن الأسواق تؤدي إلى نتائج محققة لكفاءة باريتو تبريرًا مهمًا ومحوريًا للرأسمالية. وصل إلى هذه النتيجة (بافتراضات معينة) في مجال أبحاث يسمى نظرية التوازن العام، ويعرف بالفرضية الأساسية الأولى لاقتصاد الرفاه. كنتيجة لذلك؛ تبرز هذه النتائج عادةً في تبريرات التحرريين المحافظين للأسواق غير المنظمة بقوانين.

## مثالان

### مثال سِن الأصلي
استخدم مثال سن الأصلي مجتمعًا بسيطًا بشخصين فقط وقضية اجتماعية واحدة فقط لدراستها. الفردان في المجتمع اسمهما «لود» و«برود». في هذا المجتمع، هناك نسخة من كتاب معشوق الليدي تشاترلي ويجب إعطاءها إما للود كي يقرأها أو لبرود كي يقرأها، أو التخلص منها دون قراءة. نفترض أن لود يحب هذا النوع من القراءة ويفضل قراءتها بنفسه على التخلص منها. ولكنه سيستمتع أكثر لو أجبر برود على قراءتها.
يظن برود أن الكتاب غير لائف ويجب التخلص منه دون قراءة. ولكن، إذا كان على أحد قراءة الكتاب فإن برود يفضل قراءته بنفسه على أن يقرأه لود بما أن برود يظن أن قراءة الكتاب من أحد يستمتع به أسوأ من قراءته بقرف.
بأخذ هذه التفضيلات للفردين في المجتمع، يجب على مخطط اجتماعي أن يقرر ما العمل. هل على المخطط إجبار لود على قراءة الكتاب، أم إجبار برود على قراءته، أم تركه دون قراءة؟ على وجه التحديد، يجب على المخطط أن يصنف النتائج الثلاث المحتملة حسب الرغبة المجتمعية. يقرر المخطط الاجتماعي أنه يجب أن يلتزم بالحقوق الفردية، وعلى كل شخص أن يختار إذا ما كان هو نفسه يريد قراءة الكتاب. يجب أن يتاح للود اختيار إذا ما كانت نتيجة «لود يقرأ» تقييمها أعلى من «لا أحد يقرأ»، وكذلك على برود أن يقرر إذا ما كانت نتيجة «برود يقرأ» أعلى تقييمًا من «لا أحد يقرأ».
بعد هذه الاستراتيجية، يعلن المخطط الاجتماعي أن نتيجة «لود يقرأ» أعلى تقييمًا من «لا أحد يقرأ» (بسبب تفضيلات لود)، وأن نتيجة «لا أحد يقرأ» أعلى تقييمًا من «برود يقرأ» (بسبب تفضيلات برود). إذن ينتج أن «لود يقرأ» تقييمها أعلى من «برود يقرأ»، ويعطي المخطط الاجتماعي الكتاب للود حتى يقرأه.
يلاحظ أن هذه النتيجة أسوأ من «برود يقرأ» لكل من برود ولود؛ لذا فإن النتيجة المختارة أقل كفاءة حسب باريتو من النتيجة الأخرى المتاحة والتي يجبر فيها برود على قراءة الكتاب.

### مثال غيبارد
هناك مثال آخر قدمه الفيلسوف آلان غيبارد. لنفترض وجود شخصين، أليس وبوب، يعيشان بجوار بعضهما. أليس تحب اللون الأزرق وتكره الأحمر. بوب يحب اللون الأخضر ويكره الأصفر. إذا كان كل منهما حرًّا في اختيار لون منزله بشكل مستقل عن الآخر، سيختار كل منهما لونه المفضل. ولكن أليس تكره بوب بشغف، وستتحمل بسعة صدر العيش في منزل أحمر إذا كان على بوب أن يتحمل العيش في بيت أصفر. بوب يكره أليس بشكل مشابه، ويسعده تحمل اللون الأصفر إذا كان على أليس العيش في بيت أحمر.
إذا كان كل فرد حرًّا في اختيار لون منزله، بشكل مستقل عن الآخر، فإن أليس ستختار البيت الأزرق وبوب سيختار البيت الأخضر. ولكن هذه النتيجة لا تحقق كفاءة باريتو، لأن كلًّا من أليس وبو يفضل النتيجة التي تعيش فيها أليس في البيت الأحمر وبوب في الأصفر. نتيجة ذلك، فإن إعطاء كل فرد حرية اختيار لون منزله أدت إلى نتيجة غير كفوءة – نتيجة أردأ من النتيجة التي لا يكون فيها أي منهما حرًّا في اختيار لون منزله.
رياضيًّا، يمكننا تمثيل تفضيلات أليس بهذا الرمز {\displaystyle \succ _{A}}، وتفضيلات بوب بهذا الرمز {\displaystyle \succ _{B}}. يمكننا تمثيل كل نتيجة كزوج: (لون منزل أليس، لون منزل بوب). تفضيلات أليس حسب ما سبق هي:
(أزرق، أصفر) {\displaystyle \succ _{A}} (أحمر، أصفر) {\displaystyle \succ _{A}} (أحمر، أخضر) {\displaystyle \succ _{A}} (أحمر أخضر)
وتفضيلات بوب:
(أحمر، أخضر) {\displaystyle \succ _{B}} (أحمر، أصفر) {\displaystyle \succ _{B}} (أزرق، أخضر) {\displaystyle \succ _{B}} (أزرق، أصفر)
إذا سمحنا للاختيار الحر والمستقل لكل من الطرفين سينتهي بنا الأمر بنتيجة (أزرق، أخضر)، وهي النتيجة الأسوأ لدى كلا الطرفين من نتيجة (أحمر، أصفر)، وهي بالتالي لا تحقق كفاءة باريتو.